# Rhenen

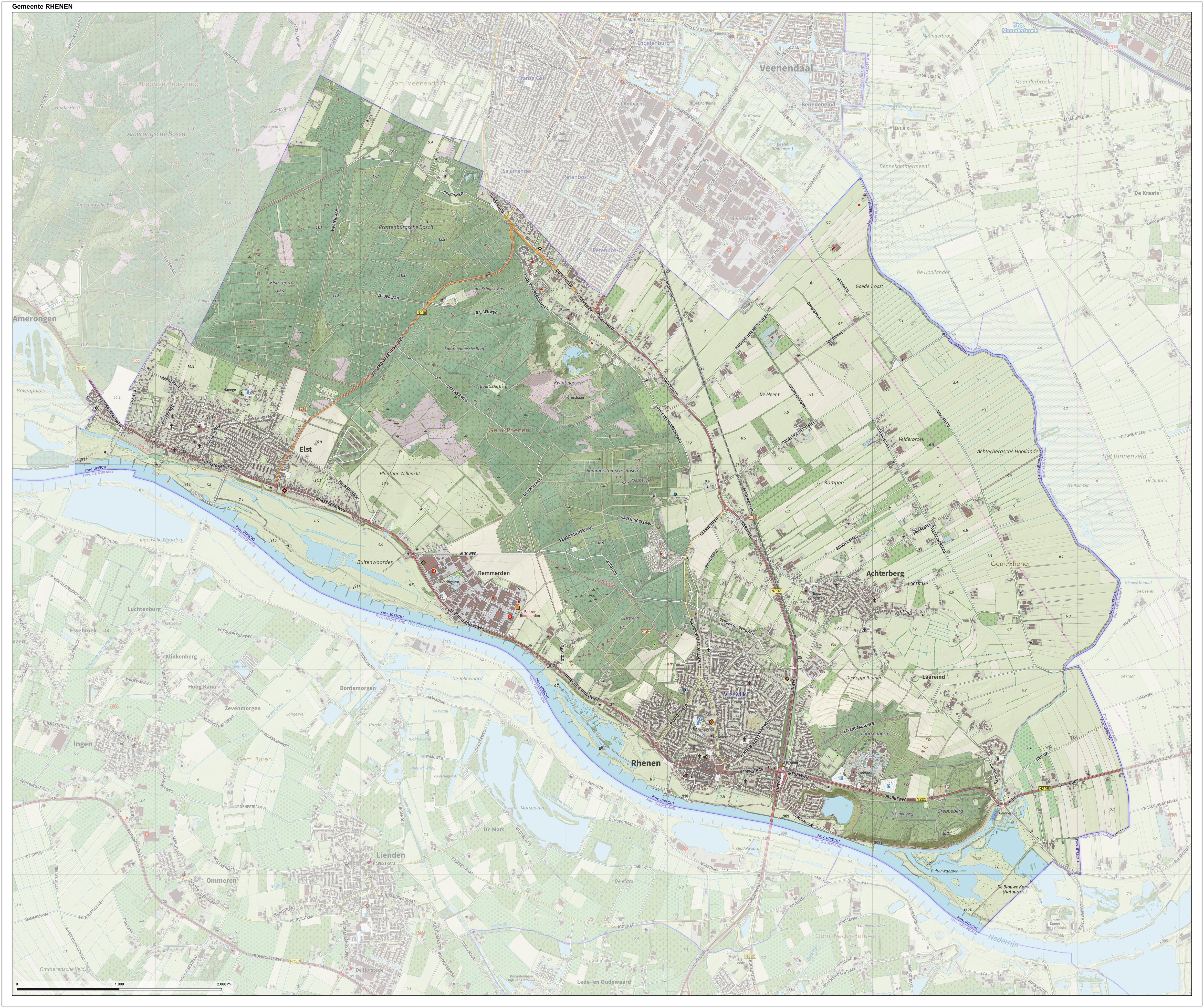
Mapa topográfico de Rhenen, junio de 2015.

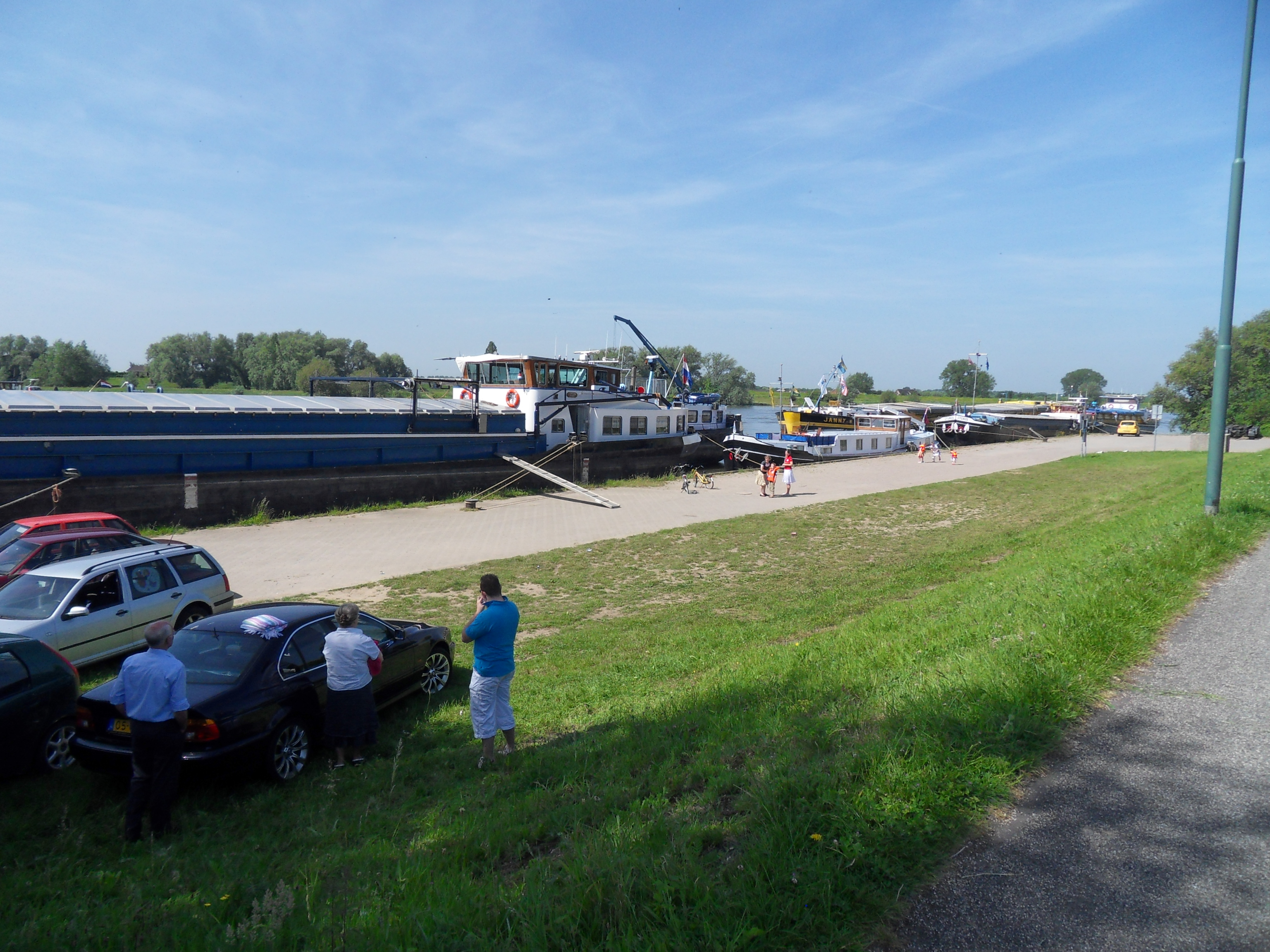
Barcos atracados en Rhenen.

Rhenen es una población y municipio de los Países Bajos, situado en la parte central del país. El municipio incluye también las localidades de Achterberg, Remmerden, Elst y Laareind. La ciudad se encuentra en la parte más meridional de la cadena montañosa conocida como Utrechtse Heuvelrug, donde este se encuentra con el río Rin. 
Justo al este de la zona urbana, se encuentra la colina de Grebbeberg, con una elevación de 50m.

## Historia
Rhenen recibió el otorgamiento como ciudad probablemente entre 1256 y 1258. En 1346, el obispo de Utrecht ordenó la construcción de una muralla defensiva alrededor de la ciudad, ya que la ciudad se encontraba cerca de la frontera con el Ducado de Güeldres. A pesar de que durante algún tiempo la ciudad cobro peajes a los buques del Rin, la ciudad nunca tuvo un puerto. Las tres puertas de la ciudad se demolieron en 1840, aunque han sobrevivido algunos fragmentos de la muralla.
La población también es famosa por la iglesia de Cunera, que se empezó a construir a finales del siglo XV y que contienen las reliquias de Santa Cunera, que atraía muchos peregrinos. La leyenda cuenta que Cunera fue quemada en Cuneraheuvel. La torre del templo se construyó entre 1492 y 1531.
En 1621, se construyó el palacio de Federico V del Palatinado, que se demolió en 1812.

## Galerìa

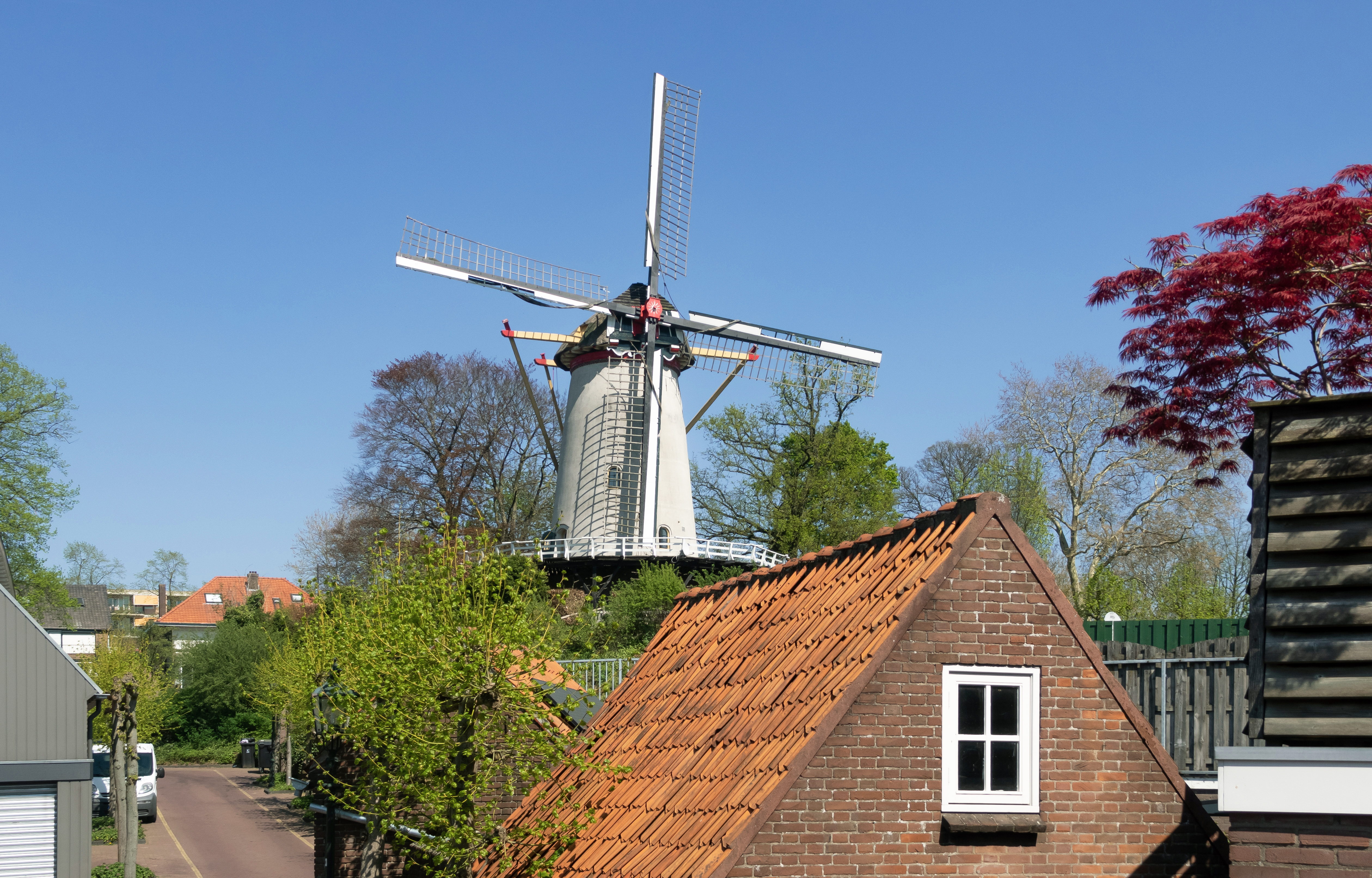
Rhenen, el molino: el Binnenmolen
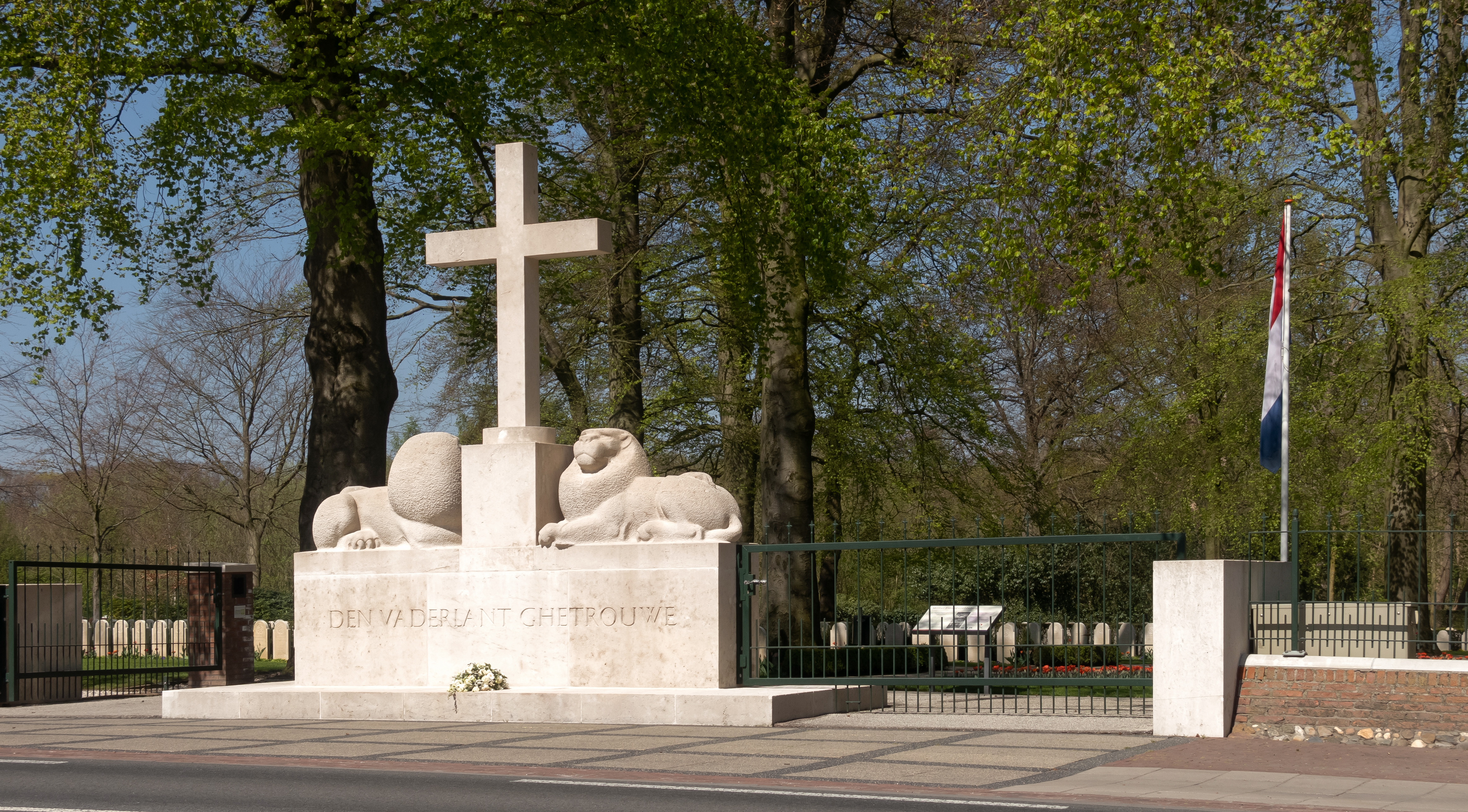
Rhenen,el monumento a los muertos: Militair Ereveld Grebbeberg
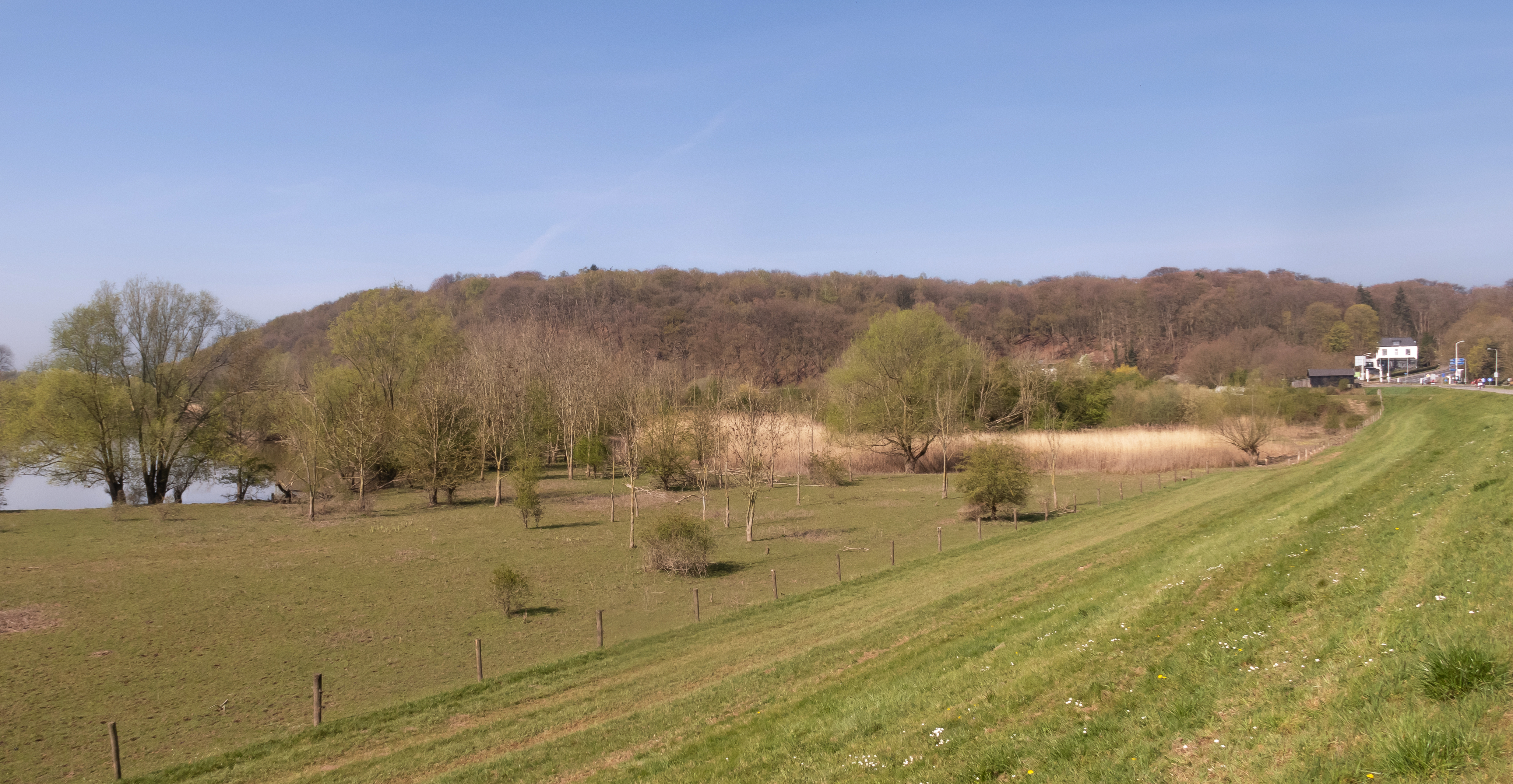
entre Rhenen y Wageningen, la montaña de Grebbeberg del Grebbedijk
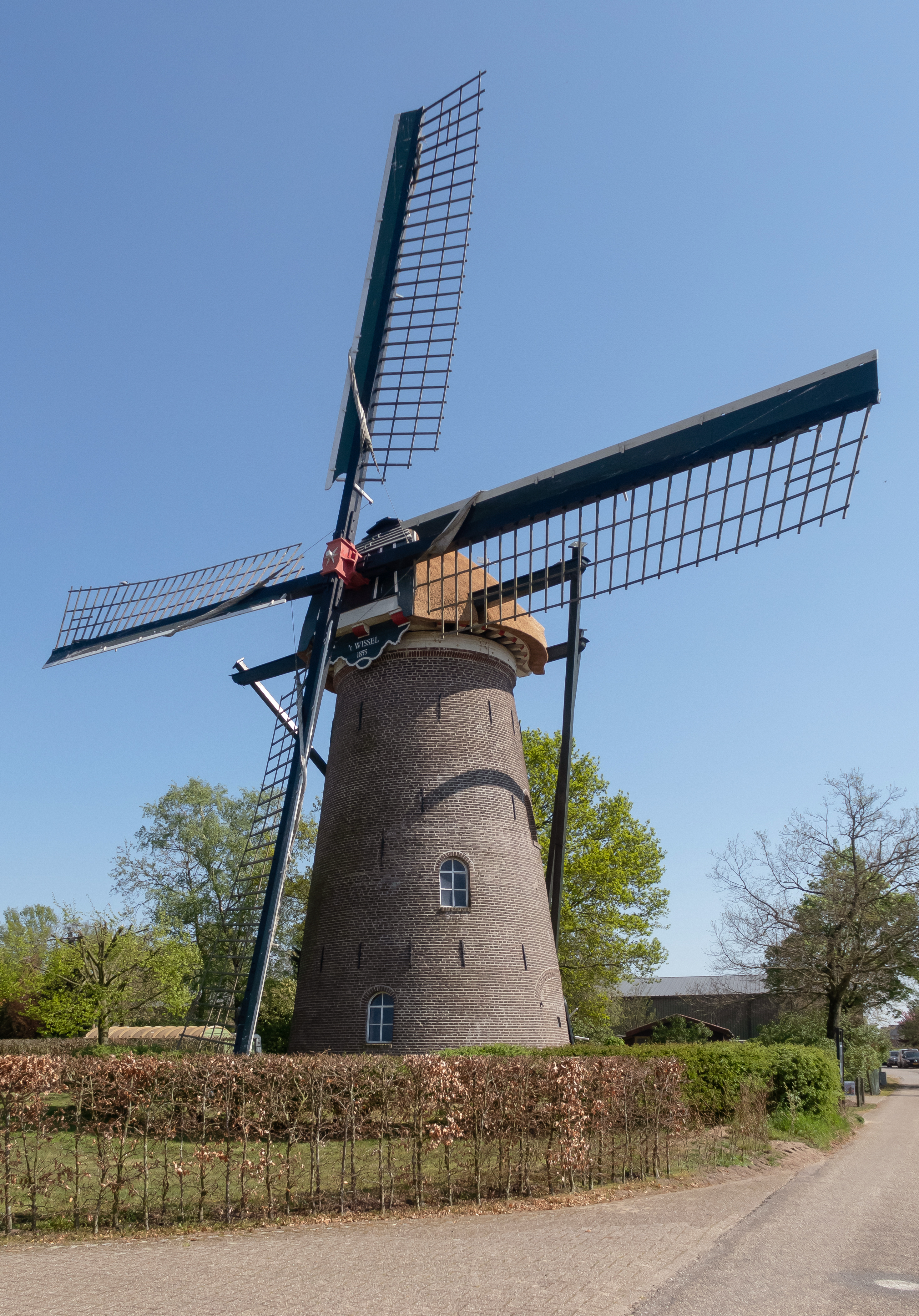
Elst, el molino: el korenmolen 't Wissel
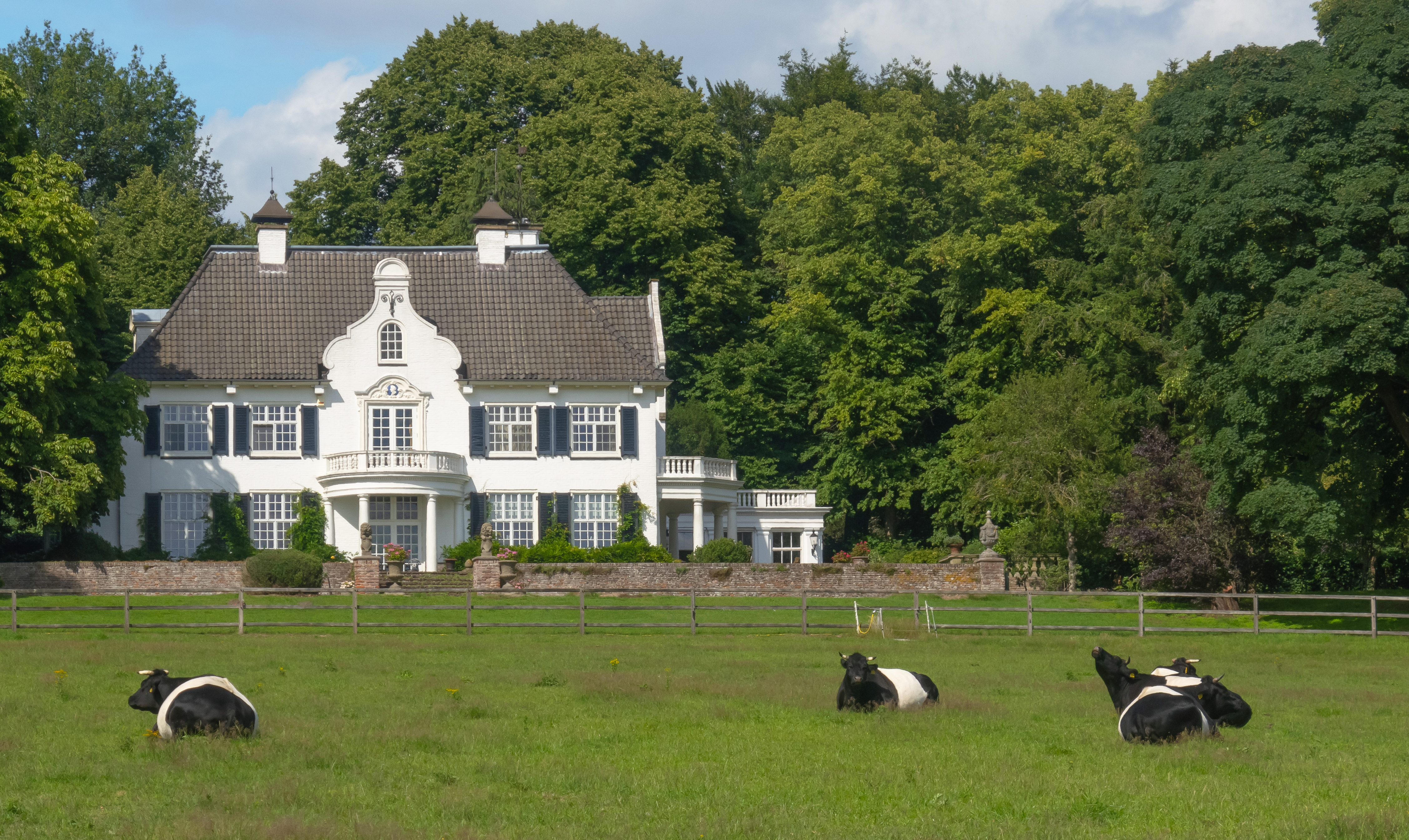
Elst, la finca De Tangh